# Linia kolejowa Verona – Modena
Linia kolejowa Verona – Modena – włoska państwowa linia kolejowa łącząca miasta Werona, Mantua i Modena, w dolinie Padu.
Jest zarządzana przez RFI. Ruch pasażerski jest obsługiwany przez pociągi regionalne Trenitalia, a także Eurostar Italia i Express.
Oprócz tych trzech miast, które są wymienione, linia przebiegs przez Carpi i Suzzara.